# 異寶
《異寶》是倪匡筆下科幻小說衛斯理系列之一。故事敍述一塊來自秦始皇陵的合金的秘密。 《異寶》與《活俑》的故事有相連關係，但不是續集，兩者都是以秦始皇墓為起點，發想出來的科幻故事。

## 故事大綱

### 盜墓第一法-探驪得珠
史上最強的盜墓專家齊白，花了一年時間，卻無法進入秦始皇陵墓，但靠探驪得珠法取得一個神秘合金。這個合金有強大磁力，能放出磁力和磁化金屬。齊白來到衛斯理居住的城市，打算和衛斯理一起研究，但仍搞不清楚這合金的用途，接著齊白發出電子郵件，找了世界上不同科學機構，分析這塊合金，但沒結果。其中蘇聯的磁學專家，科學院女院士卓絲卡娃對此很有興趣，並設法自齊白處得到合金，但不成功。

### 異寶是活的
齊白意外發現這塊合金能接收人的腦電波，發出光，於是衛斯理等人找了很多人一起嘗試使合金吸收更多腦電波，從而增強合金的反應，放出五彩光。於是他們在酒店舉行了集體測試，募集了一百個人參與實驗。但卓絲卡娃為了奪取異寶，託人製造了一場混亂，偷走了那塊合金。後來，衛斯理在一個準備出境的人身上，找回了這塊合金，齊白又發現衛斯理有比常人強的腦電波，能感應來自這塊合金的訊號。因為齊白害怕自己一心想要與之溝通的寶貝會被衛斯理搶走，所以齊白連夜又抱著異寶落跑。

### 天開眼
此時一個三十出頭的年輕人孟法拜訪衛斯理宅邸，帶來他在秦始皇陵地區拍攝得天開眼的照片。孟法是卓長根老爺子的兩個得力助手之一。另一個是鮑士方。衛斯理見到天開眼的奇景照片，發現異寶在秦始皇陵。連夜北上的衛斯理駕著直升機追蹤齊白前往始皇陵。衛斯理停下直升機後，發現路邊有個老牧羊人，衛斯理向之詢問最近幾天是否有異寶下落，卻一問三不知，一個轉身，衛斯理從籌火擺設的方式與當地牧羊人不同，認出老牧羊人其實是齊白化妝的，兩人走入帳篷，衛斯理發現異寶就在一個茶壺中。談話間陳長青也來了。

### 十二金人的投影
於是他們到了秦始皇陵。最後發現原來這塊合金是由外星人留下給秦始皇的通訊器，十二金人其實是偶然到來研究地球戰爭行為的巨型外星人。該通訊器透過強烈意志者的腦電波啟動，能與巨型外星人通話一次，衛斯理他們成功啟動通訊，與立體投影的外星人通話，了解全盤故事，他們秦朝時經過地球發現萬里長城這種建築，認定建造者有高度智能所以下來研究，最後發現地球人非常原始愚蠢，並且熱衷於戰爭和搶奪各種事物，當他們研究完畢回程時，為了感謝秦始皇的配合，外星人答應他一個要求，而他的要求卻是一個偉大萬年的陵墓且永不被盜，外星人覺得可笑但不過是舉手之勞，就興建了始皇陵，陵墓採用地磁動力和意念動力永恆運轉各機關，並留下了可以通訊一次的合金塊，期望有天還能收到地球人的訊息，知道人類後來的發展狀況，這就是異寶的真面目。

## 故事角色
- 衛斯理 - 故事主角。喜歡探索神秘事件，相較於妻子白素，性格粗枝大葉。
- 白素 - 衛斯理的妻子。心思縝密。
- 齊白 - 現役的盜墓人，史上最強的盜墓專家。
- 溫寶裕 - 纏著衛斯理不放的少年，一心想參與衛斯理的冒險。
- 陳長青 - 好管閒事的人，擁有一間祖傳大屋。和溫寶裕一起，組成異寶調查小組。
- 卓斯卡娃 - 磁學專家，蘇聯科學院的女院士，認為為了人類科學的長遠發展，齊白應該交出異寶。
- 卡爾斯 － 四十出頭的中年人，在衛斯理和溫寶裕等人召開的五百人聚會中施放催淚瓦斯，與手下伺機強奪異寶。
- 孟法 - 三十出頭的年輕人。拜訪衛斯理宅邸，帶來天開眼的照片，讓衛斯理發現異寶的蹤跡。卓長根老爺子的兩個得力助手之一(另一個是鮑士方)。

## 故事花絮
- 故事中拜訪衛斯理宅邸，帶來『天開眼』照片的三十出頭的年輕人，在遠景版中寫作鮑士方，然而這個設定，與《活俑》故事中的四十出頭的黑瘦漢子互相矛盾。因此在一九九九年出版的香港版(新版)故事改成了另一個助手孟法。
- 故事到最後，因異寶已失去功用，衛斯理就開玩笑說可以用來作鎖匙扣（鑰匙扣)，而外星人則對此疑惑，稍後才（似乎是查閱資料了）明白鎖匙扣是鎖匙的裝飾物，鎖匙則是鎖住財物的，衛斯理以此帶出外星人的世界裡根本沒有偷盜的概念，自然也沒有鎖匙這類物品。

## 廣播劇
- 大陸廣州電台於2004年起以粵語首播衛斯理廣播劇，由主播講出《異寶》故事。
  - 主播:陳波
  - 合共18集

## 詮釋
1. ↑  《異寶》（明窗出版社，1987年）

| 前任者： 056 命運 | 衛斯理系列（按編號） 057                               | 繼任者： 058 極刑 |
| 前任者： 十七年   | 衛斯理系列（按連載時序） 1984年8月14日至1984年11月17日 | 繼任者： 極刑     |